# Въстаник (1942 – 1943)
„Въстаник“ (на македонска литературна норма: Востаник) е нелегален комунистически вестник на Комунистическата съпротива във Вардарска Македония.
„Въстаник“ е нелегален вестник, орган на Окръжния комитет на ЮКП за територията на Македония под италианска окупация. Вестникът се печата в град Тетово в периода 3 декември 1942 – февруари 1943 година, а от него излизат само три броя. Във вестника се публикуват призиви към населението за включване в комунистическата съпротива. В своя втори брой от 24 декември 1942 година вестника публикува за първи път новината за първото заседание на АВНОЮ.